# 3393 Štúr
3393 Štúr è un asteroide della fascia principale. Scoperto nel 1984, presenta un'orbita caratterizzata da un semiasse maggiore pari a 2,5855553 UA e da un'eccentricità di 0,0664743, inclinata di 9,63671° rispetto all'eclittica.
L'asteroide è dedicato al patriota slovacco Ľudovít Štúr (1815-1856).